# Swiss Music Awards

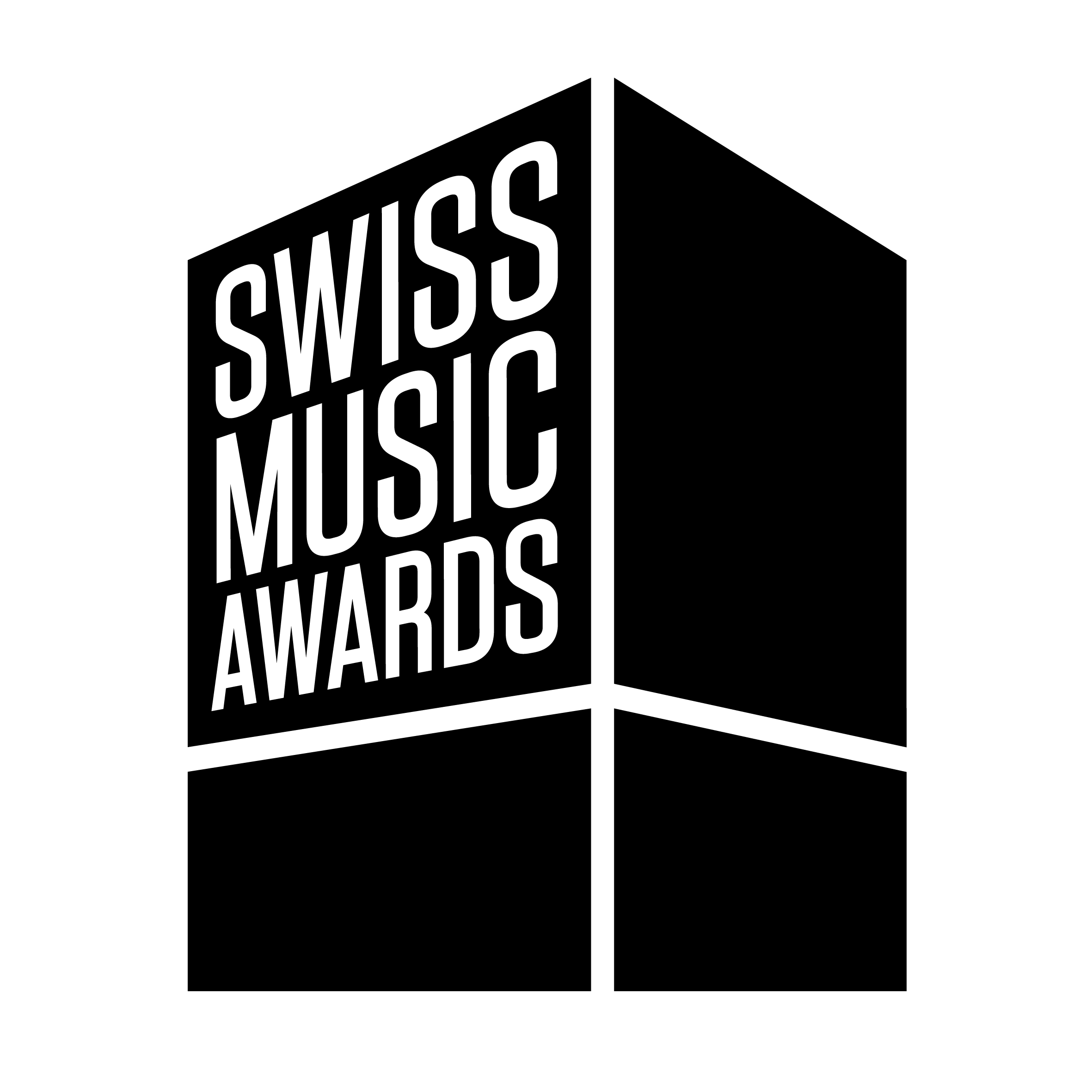
Swiss Music Awards (černobílé logo)

Swiss Music Awards jsou švýcarská hudební ocenění, udělovaná každoročně od roku 2008 nejúspěšnějším národním i zahraničním umělcům na švýcarské hudební scéně. 
Pravidla soutěže vytvořila společnost Media Control ve spolupráci se švýcarskou IFPI a rovněž zodpovídá za vyhodnocování finálních výsledků během ceremoniálu. Počty kategorií a jejich názvy se v jednotlivých ročnících lišily, v roce 2013 bylo 12 kategorií. Do každé kategorie jsou nominováni vždy tři umělci, singly či alba, jimž se v minulém roce nejlépe dařilo v prodeji. Z těchto tří kandidátů je pak vybrán vítěz na základě hlasování diváků, poroty a s přihlédnutím k údajům o prodejnosti.

## Ceremoniály
| Datum          | Místo konání                        |
| -------------- | ----------------------------------- |
| 27. února 2008 | Curych (středisko Kaufleuten)       |
| 19. února 2009 | Kaufleuten                          |
| 2. března 2010 | Curych (kulturní centrum Schiffbau) |
| 3. března 2011 | Schiffbau                           |
| 2. března 2012 | Schiffbau                           |
| 1. března 2013 | Schiffbau                           |

## Živá vystoupení
- 2009: Silbermond, Seven, Lovebugs, Ritschi, Stress, Nek, Amy MacDonaldová
- 2010: Bushido, Kesha, Sens Unik, Baschi, Christophe Maé, Lunik, Milow
- 2011: Bligg, Adrian Stern, TinkaBelle, Unheilig, Grégoire, Polo Hofer
- 2012: Silbermond, James Morrison, Züri West

## Statistiky

### Umělci s nejvyšším počtem ocenění
|   | Umělec                | Počet cen |
| - | --------------------- | --------- |
| 1 | Stress                | 8         |
| 2 | Amy MacDonaldová      | 3         |
| 3 | DJ Antoine            | 3         |
| 4 | Stefanie Heinzmannová | 2         |
| 4 | Züri West             | 2         |

### Umělci s nejvíce nominacemi
|   | Umělec                                           | Počet nominací |
| - | ------------------------------------------------ | -------------- |
| 1 | Stress                                           | 6              |
| 1 | Seven                                            | 6              |
| 2 | Amy MacDonaldová                                 | 3              |
| 2 | Baschi                                           | 3              |
| 2 | DJ Antoine                                       | 3              |
| 2 | Nelly Furtado (1× společně s Jamesem Morrisonem) | 3              |
| 2 | Sir Colin                                        | 3              |
| 2 | Stefanie Heinzmannová                            | 3              |

## Laureáti a vítězové

### 2008
| Kategorie                         | Vítězové                                | Nominace                                                                       |
| --------------------------------- | --------------------------------------- | ------------------------------------------------------------------------------ |
| Best Song National                | Stress za píseň „On n’a q’une terre“    | Baschi za „Wenn das Gott wüsst“ ; Taxi za „Campari Soda“                       |
| Best Song International           | Rihanna feat. Jay-Z za píseň „Umbrella“ | Nelly Furtado za „Say It Right“; Timbaland presents OneRepublic za „Apologize“ |
| Best Album Pop/Rock National      | Gotthard za Domino Effect               | Baschi za Fürs Volk; Stephan Eicher za Eldorado                                |
| Best Album Pop/Rock International | Nelly Furtado za Loose                  | Amy Winehouse za Back to Black; Linkin Park za Minutes to Midnight             |
| Best Album Urban National         | Stress za Renaissance                   | Gimma za Panzer; Seven za Home                                                 |
| Best Album Urban International    | Alicia Keys za As I Am                  | Joss Stone za Introducing Joss Stone;Kanye West za „Graduation“                |
| Best Newcomer National            | Redwood                                 | Greis; MiNa                                                                    |
| Best Newcomer International       | Amy Winehouse                           | Mika; Timbaland                                                                |
| Best Album Dance National         | DJ Tatana za Variété (The Show)         | DJ Antoine za Live in Moscow; Sir Colin za „Retro“                             |
| Best Videoclip National           | Stress za „Mais où?“                    | Sektion Kuchikäschtli za „Meh Verdiant“; Seven za „Wake Up“                    |

### 2009
| Kategorie                         | Vítězové                                        | Nominace                                                               |
| --------------------------------- | ----------------------------------------------- | ---------------------------------------------------------------------- |
| Best Song National                | Stefanie Heinzmannová za „My Man Is a Mean Man“ | Bligg za „Rosalie“; Marc Sway za „Severina“                            |
| Best Song International           | Amy MacDonaldová za „This Is the Life“          | Duffy za „Mercy“; Katy Perry za „I Kissed a Girl“                      |
| Best Album Pop/Rock National      | Züri West za Haubi Songs                        | za Dada (ante portas) za The Theory of Everything; Gölä za Z’Läbe Fägt |
| Best Album Pop/Rock International | Amy MacDonaldová za This Is the Life            | AC/DC za Black Ice; Coldplayza Viva la Vida                            |
| Best Album Urban National         | Bligg za 0816                                   | Phenomden za Gangdalang; Philipp Fankhauser za Love Man Riding         |
| Best Album Urban International    | Sido za Ich und meine Maske                     | Kanye West za 808s & Heartbreak ; Mary J. Blige za Growing Pains       |
| Best Newcomer National            | Stefanie Heinzmannová                           | Phenomden; Sophie Hunger                                               |
| Best Newcomer International       | Leona Lewis                                     | Amy MacDonaldová; Duffy                                                |
| Best Album Dance National         | DJ Antoine za Stop!                             | Sir Colin za 10; Tatana za Tatana“                                     |
| Best Live Act National            | Züri West                                       | Favez; Sophie Hunger                                                   |

### 2010
| Kategorie                         | Vítězové                                         | Nominace                                                                                         |
| --------------------------------- | ------------------------------------------------ | ------------------------------------------------------------------------------------------------ |
| Best Song National                | Stress feat. Karolyn za „Tous les mêmes“         | Baschi, Bligg, Ritschi, Seven & Stress za „Stahn uf“; Seven za „Lisa“                            |
| Best Song International           | Lady Gaga za „Poker Face“                        | The Black Eyed Peas za „I Gotta Feeling“; James Morrison feat. Nelly Furtado za „Broken Strings“ |
| Best Album Pop/Rock National      | Yello za Touch Yello                             | Lovebugs za The Highest Heights; Stefanie Heinzmannová za Roots to Grow                          |
| Best Album Pop/Rock International | Pink za Funhouse                                 | Muse za The Resistance; Robbie Williams za Reality Killed the Video Star                         |
| Best Album Urban National         | Stress za Des rois, des pions et des fous        | Seven za Like a Rocket; Wurzel 5 za Letschti Rundi                                               |
| Best Album Urban International    | The Black Eyed Peas za The E.N.D.                | Jan Delay za Wir Kinder vom Bahnhof Soul; Peter Fox za Stadtaffe                                 |
| Best Newcomer National            | Pegasus                                          | Bucher & Schmid; Liricas Analas                                                                  |
| Best Newcomer International       | Milow                                            | Kings of Leon; Lady Gaga                                                                         |
| Best Album Dance National         | DJ Antoine za 2009                               | Mr. Da-Nos za Tattoo; Sir Colin za The Album                                                     |
| Jury Award                        | Big Zis za Und jetz … was hät das mit mir z tue? | Filewile za Blueskywell; Heidi Happy za Flowers, Birds and Home                                  |

### 2011
| Kategorie                         | Vítězové                                      | Nominace                                                                                       |
| --------------------------------- | --------------------------------------------- | ---------------------------------------------------------------------------------------------- |
| Best Hit National                 | Bligg za „Legändä & Heldä“                    | Remady za „No Superstar“; Adrian Stern za „Amerika“                                            |
| Best Hit International            | Shakira za „Waka Waka (This Time for Africa)“ | Yolanda Be Cool & DCUP za „We No Speak Americano“; Stromae za „Alors on danse“                 |
| Best Album Pop/Rock National      | Adrian Stern za Herz                          | Bellamy Brothers & Gölä The Greatest Hits Sessions; Züri West za HomeRekords                   |
| Best Album Pop/Rock International | Amy MacDonaldová za A Curious Thing           | David Guetta za One Love; Sade za Soldier of Love                                              |
| Best Album Urban National         | Bligg Bart aber herzlich                      | Sens Unik za Generations; Seven za Unplugged                                                   |
| Best Album Urban International    | Eminem za Recovery                            | Alicia Keys za The Element of Freedom; Die Fantastischen Vier za Für dich immer noch Fanta Sie |
| Best Album Dance National         | Remady za No Superstar                        | DJ Antoine za 2010; Sir Colin za In da Club                                                    |
| Best Breaking Act National        | Caroline Chevin                               | Remady; Aloan                                                                                  |
| Best Breaking Act International   | Unheilig                                      | Hurts; Zaz                                                                                     |
| Best Talent National              | Steff la Cheffe                               | Alvin Zealot; Monotales                                                                        |

### 2012
| Kategorie                         | Vítězové                            | Nominace                                                                                             |
| --------------------------------- | ----------------------------------- | --- |
| Best Hit National                 | 77 Bombay Street za „Up in the Sky“ | DJ Antoine vs. Timati feat. Kalenna za „Welcome to St. Tropez“; Stress feat. Noah Veraguth za „Elle“ |
| Best Hit International            | Adele za „Rolling in the Deep“      | Bruno Mars za „Grenade“; Jennifer Lopez feat. Pitbull za „On the Floor“                              |
| Best Album Pop/Rock National      | 77 Bombay Street za Up in the Sky   | Baschi za Neui Wält ; Philipp Fankhauser za TryMyLove                                                |
| Best Album Pop/Rock International | Adele za 21                         | Coldplay za Mylo Xyloto“; Bruno Mars za Doo-Wops & Hooligans                                         |
| Best Album Urban National         | Stress za Renaissance II            | Kutti MC za Freischwimmer; Phenomden za Eiland                                                       |
| Best Album Urban International    | Pitbull za Planet Pit               | Kool Savas za „Aura“; Jay-Z & Kanye West za Watch the Throne                                         |
| Best Album Dance National         | DJ Antoine za 2011                  | Mike Candys za Smile; Mr. Da-Nos za One Nation                                                       |
| Best Breaking Act National        | Bastian Baker                       | 77 Bombay Street; TinkaBelle                                                                         |
| Best Breaking Act International   | Bruno Mars                          | Caro Emerald; Hugh Laurie                                                                            |
| Best Talent National              | Dabu Fantastic                      | Boy; Lina Button                                                                                     |
| Outstanding Achievement           | Andreas Vollenweider                | – |

### 2013
| Kategorie                         | Vítězové                                                | Nominace                                                                                 |
| --------------------------------- | ------------------------------------------------------- | ---------------------------------------------------------------------------------------- |
| Best Hit National                 | Pegasus za „Skyline“                                    | DJ Antoine za „Ma Chérie 2k12“; Remady & Manu-L feat. J-Son za „Single Ladies“           |
| Best Hit International            | Carly Rae Jepsenová za „Call Me Maybe“                  | Gotye feat. Kimbra za „Somebody That I Used to Know“; Michel Teló za „Ai Se Eu Te Pego!“ |
| Best Album Pop/Rock National      | Patent Ochsner za Johnny - The Rimini Flashdown Part II | Gölä za Ängu U Dämone I; Züri West za Göteborg                                           |
| Best Album Pop/Rock International | Die Toten Hosen za Ballast der Republik                 | Lana Del Rey za Born To Die; Muse za The 2nd Law                                         |
| Best Album Urban National         | Stress, Noah Veraguth a Bastian Baker za Noël's Room,   | Greis za Me Love;Liricas Analas za Analium                                               |
| Best Album Urban International    | Cro za Raop                                             | Seeed za Seeed; Xavasza Gespaltene Persönlichkeit                                        |
| Best Album Dance National         | Remady & Manu-L za The Original                         | Mr. Da-Nos za Blue ; Sir Colin za Infinity Golden Summer 2012                            |
| Best Breaking Act National        | Luca Hänni                                              | Eliane; Müslüm                                                                           |
| Best Breaking Act International   | Emeli Sandé                                             | Lana Del Rey; Mumford & Sons                                                             |
| Best Talent National              | Hecht                                                   | Kyasma; Mo Blanc                                                                         |
| Best Live Act National            | Stress                                                  | Patent Ochsner; Sophie Hunger                                                            |
| Best Act Romandie                 | Bastian Baker                                           | Aloan; Yvan Peacemaker                                                                   |